# Dorcadion iconiense
Dorcadion iconiense är en skalbaggsart som beskrevs av Daniel K. 1901. Dorcadion iconiense ingår i släktet Dorcadion och familjen långhorningar. Inga underarter finns listade i Catalogue of Life.